# If Only (livro)
If Only é um livro, do gênero autobiografia, escrito pela cantora inglesa Geri Halliwell, narrando sua própria vida. O livro foi lançado em 19 de outubro de 1999, pela Delacorte Press no Reino Unido. If Only narra a ascensão da cantora à fama internacional como membro das Spice Girls, ao mesmo tempo em que documenta sua luta para superar a bulimia e o câncer de mama. Ela achou a experiência de colocar suas memórias no papel "catártica", e avalia o resultado como "uma história realmente honesta e emotiva".
Halliwell doou os US$ 804.000 que recebeu como adiantamento pelo livro para a instituição de caridade Breast Cancer Care, uma organização com sede em Londres que fornece informações e serviços para as pessoas afetadas pelo câncer de mama e suas famílias. O livro liderou a lista dos mais vendidos, e vendeu mais de 200.000 cópias somente no Reino Unido em 2000.